# Брауне, Теодор Вильгельм
Теодор Вильгельм Брауне (нем. Theodor Wilhelm Braune; 1850—1926) — немецкий филолог-германист.

## Биография
Теодор Вильгельм Брауне родился 20 февраля 1850 года в провинции Бранденбург. Посещал латинскую школу в городе Галле и университет в Лейпциге, где им, среди прочего, был написан труд «Untersuchungen über Heinr. von Veldeke».
Осенью 1873 года Брауне был назначен ассистентом, а весной 1874 года консерватором университетской библиотеки в Лейпциге. Вслед за тем он получил степень магистра немецкой филологии, успешно защитив диссертацию: «Ueber die Quantität der althoch deutschen Endsilben».
В 1877 году ему предложена была должность экстраординарного профессора в Лейпциге, а в 1880 году место ординарного профессора в Гиссенском университете. В 1888 году Брауне перевёлся в университет Гейдельберга.
Теодор Вильгельм Брауне умер 10 ноября 1926 года в городе Хайдельберге.
Им была опубликована целая масса статей в издаваемых им периодических печатных изданиях: «Beiträge zur Geschichte der deutschen Sprache und Litteratur» (Галле, с 1874 года); «Neudrucke deutscher Litteraturwerke des 16 und 17 Jahrhundert» (Галле, с 1876 года) и «Sammlung kurzer Grammatiken german. Dialekte» (Галле, с 1880 года, в последнем находится составленная Брауне готская грамматика (2-е изд., 1881) и древневерхненемецкая (1886 год)).

## Избранная библиография
- «Altdeutsches Lesebuch» (2 издания, Галле, 1881);
- «Gothische Grammatik» (1905).